# Wiedemannia carpathia
Wiedemannia carpathia är en tvåvingeart som beskrevs av Vaillant 1967. Wiedemannia carpathia ingår i släktet Wiedemannia och familjen dansflugor. Inga underarter finns listade i Catalogue of Life.